# Carlo Vittadini
Carlo Vittadini est un médecin et un mycologue italien, né le 11 juin 1800 à Monticello, frazione de la commune de San Donato Milanese, et mort le 20 novembre 1865 à Milan.

## Biographie
Il fait ses études à Milan et à l’université de Pavie où il suit les cours de Giuseppe L. Moretti (1782-1853). Il obtient son titre de docteur en médecine en 1826 avec une thèse intitulée Tentamen mycologicum seu Amanitarum illustratio où il décrit 14 espèces d’amanites.